# Pierre Baudry (dessinateur)
Pour les articles homonymes, voir Pierre Baudry et Baudry.
Pierre Baudry (né à Sens le 26 avril 1897 et tué le 29 mai 1918 à Crécy-au-Mont) est un dessinateur et poète. Il est le créateur et le principal rédacteur du journal de tranchées Le Gafouilleur qui parut de mars 1916 à juin 1918, durant la Première Guerre mondiale.

## Biographie
Pierre Baudry naît à Sens le 26 avril 1897 dans une famille très catholique. Il développe très tôt un goût pour les arts, s’exerçant au dessin et à la peinture. Il étudie au lycée de Sens, et à 17 ans, sort bachelier en philosophie. En parallèle, il devient membre de la Société archéologique de Sens. Il se destine ensuite à une carrière artistique et désire rentrer à l'école des beaux-arts lorsque la Première Guerre mondiale éclate.
Au début de la guerre, il est bénévole comme brancardier et infirmier à l'hôpital de la Croix-Rouge établi à Sens. Patriote, il désire s'engager. Son âge ne lui permet normalement pas de rejoindre l'armée mais il insiste et obtient une autorisation. Ainsi, le 25 juin 1915, il rentre dans le régiment du 7e dragons et part au front le 4 novembre. En juin 1916, il rejoint le régiment du 12e cuirassiers à pied et devient brigadier mitrailleur.
En mars 1916, il fonde avec d'autres camarades Le Gafouilleur, un journal de tranchée bimensuel dont il est le principal rédacteur et illustrateur. Le Gafouilleur paraîtra jusqu'au premier juin 1918, comptant  48 numéros. Journal satirique, il dépeint avec humour la vie quotidienne au front, et contient aussi des nouvelles, des poésies, des jeux… En parallèle, Pierre Baudry organise des spectacles pour divertir les soldats, écrivant lui-même les pièces et réalisant les décors. 
Pierre Baudry est tué le 29 mai 1918 à Crécy-au-Mont lors d’une offensive allemande. Souvent cité dans les commémorations de la Grande Guerre pour son jeune âge et son activité au front, une exposition lui rend hommage à la bibliothèque municipale de Sens en 2009.

## Pour approfondir